# Zucchero filato (racconto)
Zucchero filato (Rain, Rain, Go Away) è un racconto di fantascienza di Isaac Asimov pubblicato per la prima volta nel 1959 sul numero di settembre della rivista Fantastic Universe.
Successivamente è stato incluso nell'antologia Testi e note (Buy Jupiter and Other Stories) del 1975.
È stato pubblicato varie volte in italiano a partire dal 1976.

## Trama
La storia parla di una famiglia all'apparenza perfetta, i Sakkaro (con un evidente gioco di parole che si riferisce a zucchero), che si trasferisce nella casa accanto alla famiglia dei Wright.
I Wright sono sconcertati da quanto maniacali siano i Sakkaro nel tentativo di evitare ogni contatto con l'acqua: sembra che siano sempre alla ricerca del sole, mentre al minimo accenno di pioggia corrono tutti al riparo in casa. Per avere l'opportunità di conoscersi un po' meglio, i Wright invitano i Sakkaro a passare una giornata fuori alle giostre.
I Sakkaro accettano, ma sono estremamente cauti e portano con sé una radio per sentire, di tanto in tanto, le previsioni meteo e un barometro. Durante la giornata alle giostre mostrano dei comportamenti particolarmente bizzarri, continuando a mangiare zucchero filato in gran quantità.
Quando però la radio inaspettatamente annuncia l'arrivo di temporali locali, i Sakkaro cominciano a essere estremamente nervosi e insistono per tornare subito a casa. Come i Wright parcheggiano cominciano a cadere le prime gocce e i Sakkaro si precipitano verso la loro casa ma, prima che la raggiungano inizia a piovere forte e la storia si conclude sotto gli occhi increduli dei Wright.